# Campeonato Europeo de Baloncesto Femenino de 1987
El XXI Campeonato Europeo de Baloncesto Femenino se celebró en España , concretamente en las poblaciones gaditanas de Jerez de la Frontera, El Puerto de Santa María y Cádiz, entre el 4 y el 11 de septiembre de 1987 bajo la denominación EuroBasket Femenino 1987. El evento fue organizado por la Confederación Europea de Baloncesto (FIBA Europa) y la Federación Española de Baloncesto.
Un total de doce selecciones nacionales afiliadas a FIBA Europa compitieron por el título europeo, cuyo anterior portador era la Selección femenina de baloncesto de la Unión Soviética, vencedor del EuroBasket 1985. 
La Selección femenina de baloncesto de la Unión Soviética conquistó su 19 medalla de oro continental al derrotar en la final al equipo de Yugoslavia con un marcador de 83-73.  En el partido por el tercer puesto el conjunto de Hungría obtuvo la medalla de bronce al ganar a Checoslavaquia.  España concluyó en sexta posición, un resultado razonablemente positivo en aquella época, dominada de forma incontestable por el denominado "baloncesto del Este". Fue un  buen campeonato, con grandes jugadoras en pista, como la húngara Agnes Nemeth, máxima anotadora con casi 20 puntos de media, o la italiana Catarina Pollini. El equipo de España lo formaron Patricia Hernández, Carolina Mújica, Rosa Castillo, Clara Jiménez, Piluca Alonso, Rocío Jiménez, Anna Junyer, Ana Eizaguirre, Mónica Messa, Loli Sánchez, Wony Geuer y Roser Llop. 

## Plantilla del equipo campeón
- Unión Soviética:

Irina Levčenko, Vitalija Tuomaitė, Olesja Barel', Elena Tornikidou, Ol'ga Burjakina, 
Aleksandra Leonova, Irina Minch, Olga Yákovleva, Elena Chudašova, Ol'ga Sucharnova, Natalia Zasúlskaya, Halina Savičkaja. Seleccionador: Leonid Jačmenev
| Predecesor: Italia 1985 | Campeonato Europeo de Baloncesto Femenino XXI edición | Sucesor: Bulgaria 1989 |